# Coupe du monde de ski alpin 1979-1980
Navigation
Édition précédente Édition suivante
La coupe du monde de ski alpin 1979-1980 commence le 5 décembre 1979 avec la descente hommes de Val-d'Isère et se termine le 15 mars 1980 avec le géant hommes de Saalbach.
Les hommes disputent 27 épreuves : 7 descentes, 8 géants, 8 slaloms et 4 combinés.
Les femmes disputent 28 épreuves : 7 descentes, 8 géants, 9 slaloms et 4 combinés.
Les Jeux olympiques sont disputés à Lake Placid du 14 au 23 février 1980.

## Tableau d'honneur
| Catégorie | Messieurs        | Dames              |
| --------- | ---------------- | ------------------ |
| Général   | Andreas Wenzel   | Hanni Wenzel       |
| Descente  | Peter Müller     | Marie-Theres Nadig |
| Géant     | Ingemar Stenmark | Hanni Wenzel       |
| Slalom    | Ingemar Stenmark | Perrine Pelen      |
| Combiné   | Phil Mahre       | Hanni Wenzel       |

## Résumé de la saison
Ingemar Stenmark est encore battu par un skieur polyvalent, Andreas Wenzel.
Ingemar Stenmark domine toujours autant les disciplines techniques avec 6 victoires en géant et 5 victoires en slalom, mais il ne dispute toujours pas de descente. Le suédois a, en effet, été victime d'une lourde chute et d'une commotion cérébrale en septembre lors d'une descente d'entraînement à Val Senales.
Ingemar Stenmark semble avoir pris une option sur le globe de cristal à l'issue de l'étape de Chamonix et avant les Jeux Olympiques avec 48 points d'avance sur Andreas Wenzel.
Andreas Wenzel marque des points dans les 4 disciplines (notamment 23 points en descente et 65 points en combiné) et s'impose en combiné, slalom et géant. Le skieur du Liechtenstein gagne une importante victoire en géant à Oberstaufen et devance Stenmark de 4 points seulement.
Les frère et sœur Andreas et Hanni Wenzel gagnent les coupes du monde de ski Hommes et Femmes la même année : c'est un exploit unique !
Peter Müller remporte la coupe du monde de descente pour la deuxième année consécutive.
Hanni Wenzel gagne une deuxième coupe du monde à l'issue d'un duel de très haut niveau avec Annemarie Moser-Pröll et Marie-Theres Nadig.
Marie-Theres Nadig domine le mois de décembre avec 5 victoires.
Hanni Wenzel prend la tête du classement général après l'étape de Berchtesgaden (10 janvier) et augmente au fur et à mesure son avance grâce à :
- son impressionnante régularité : 26 fois classée dans les points en 28 courses.
- de grandes performances : 9 victoires (5 géants, 2 slaloms et 2 combinés) et 6 podiums.
- ses progrès en descente : 3 places de troisième.

Annemarie Moser-Pröll ne gagne que 3 courses : une descente seulement, un combiné et également le slalom de Piancavallo. Deuxième du classement général et vainqueur de la descente olympique, la championne autrichienne met un terme définitif à son immense carrière.
Marie-Theres Nadig remporte la coupe du monde de descente grâce à 6 victoires en 7 courses.
Perrine Pelen accumule les honneurs en slalom (4 victoires pour 7 podiums) et en géant (5 podiums). La française quatrième du général gagne la coupe du monde de slalom.

## Système de points
Le vainqueur d'une épreuve de coupe du monde se voit attribuer 25 points pour le classement général. Les skieurs classés aux quinze premières places marquent des points.
| Place  | 1er | 2d | 3e | 4e | 5e | 6e | 7e | 8e | 9e | 10e | 11e | 12e | 13e | 14e | 15e |
| ------ | --- | -- | -- | -- | -- | -- | -- | -- | -- | --- | --- | --- | --- | --- | --- |
| Points | 25  | 20 | 15 | 12 | 11 | 10 | 9  | 8  | 7  | 6   | 5   | 4   | 3   | 2   | 1   |

## Classement général
| Rang | Nom                  | Points |
| ---- | -------------------- | ------ |
| 1    | Andreas Wenzel       | 204    |
| 2    | Ingemar Stenmark     | 200    |
| 3    | Phil Mahre           | 132    |
| 4    | Bojan Križaj         | 131    |
| 5    | Anton Steiner        | 130    |
| 6    | Jacques Lüthy        | 116    |
| 7    | Hans Enn             | 100    |
| 8    | Herbert Plank        | 91     |
| 9    | Peter Lüscher        | 87     |
|      | Peter Müller         | 87     |
| 11   | Ken Read             | 79     |
| 12   | Steve Mahre          | 72     |
| 13   | Petar Popangelov     | 70     |
| 14   | Alexander Zhirov     | 68     |
| 15   | Harti Weirather      | 64     |
| 16   | Christian Neureuther | 62     |
| 17   | Joël Gaspoz          | 61     |
|      | Christian Orlainsky  | 61     |
| 19   | Peter Wirnsberger    | 58     |
| 20   | Erik Håker           | 57     |

| Rang | Nom                   | Points |
| ---- | --------------------- | ------ |
| 1    | Hanni Wenzel          | 311    |
| 2    | Annemarie Moser-Pröll | 259    |
| 3    | Marie-Theres Nadig    | 221    |
| 4    | Perrine Pelen         | 192    |
| 5    | Irene Epple           | 141    |
| 6    | Fabienne Serrat       | 122    |
| 7    | Erika Hess            | 111    |
| 8    | Claudia Giordani      | 107    |
| 9    | Daniela Zini          | 99     |
| 10   | Cindy Nelson          | 94     |
| 11   | Christa Kinshofer     | 79     |
| 12   | Heidi Preuss          | 78     |
| 13   | Jana Šoltýsová        | 72     |
| 14   | Tamara McKinney       | 65     |
| 15   | Regine Mösenlechner   | 60     |
| 16   | Ingrid Eberle         | 56     |
| 17   | Lea Sölkner           | 45     |
| 18   | Christin Cooper       | 44     |
|      | Regina Sackl          | 44     |
| 20   | Nadejda Patrakeïeva   | 43     |

## Classements de chaque discipline
Les noms en gras remportent les titres des disciplines.

### Descente
| Rang | Nom               | Points |
| ---- | ----------------- | ------ |
| 1    | Peter Müller      | 96     |
| 2    | Ken Read          | 87     |
| 3    | Herbert Plank     | 81     |
| 4    | Harti Weirather   | 75     |
| 5    | Erik Håker        | 64     |
| 6    | Peter Wirnsberger | 63     |
| 7    | Werner Grissmann  | 60     |
|      | Josef Walcher     | 60     |
| 9    | Steve Podborski   | 35     |
| 10   | Michael Veith     | 28     |

| Rang | Nom                   | Points |
| ---- | --------------------- | ------ |
| 1    | Marie-Theres Nadig    | 125    |
| 2    | Annemarie Moser-Pröll | 100    |
| 3    | Hanni Wenzel          | 66     |
| 4    | Cindy Nelson          | 59     |
| 5    | Jana Šoltýsová        | 58     |
| 6    | Irene Epple           | 51     |
| 7    | Heidi Preuss          | 48     |
| 8    | Doris de Agostini     | 47     |
| 9    | Evi Mittermaier       | 42     |
| 10   | Laurie Graham         | 38     |

### Géant
| Rang | Nom              | Points |
| ---- | ---------------- | ------ |
| 1    | Ingemar Stenmark | 125    |
| 2    | Hans Enn         | 87     |
| 3    | Jacques Lüthy    | 82     |
| 4    | Andreas Wenzel   | 71     |
| 5    | Joël Gaspoz      | 68     |
| 6    | Bojan Križaj     | 56     |
| 7    | Jarle Halsnes    | 51     |
| 8    | Boris Strel      | 50     |
| 9    | Phil Mahre       | 43     |
| 10   | Bohumír Zeman    | 42     |

| Rang | Nom                   | Points |
| ---- | --------------------- | ------ |
| 1    | Hanni Wenzel          | 125    |
| 2    | Marie-Theres Nadig    | 95     |
|      | Perrine Pelen         | 95     |
| 4    | Irene Epple           | 83     |
| 5    | Erika Hess            | 71     |
| 6    | Fabienne Serrat       | 55     |
| 7    | Annemarie Moser-Pröll | 44     |
| 8    | Claudia Giordani      | 44     |
| 9    | Christa Kinshofer     | 42     |
| 10   | Daniela Zini          | 37     |

### Slalom
| Rang | Nom                  | Points |
| ---- | -------------------- | ------ |
| 1    | Ingemar Stenmark     | 125    |
| 2    | Bojan Križaj         | 88     |
| 3    | Christian Neureuther | 69     |
| 4    | Petar Popangelov     | 64     |
| 5    | Alexander Zhirov     | 57     |
| 6    | Christian Orlainsky  | 55     |
| 7    | Jacques Lüthy        | 53     |
| 8    | Andreas Wenzel       | 51     |
| 9    | Anton Steiner        | 49     |
| 10   | Paul Frommelt        | 45     |

| Rang | Nom                   | Points |
| ---- | --------------------- | ------ |
| 1    | Perrine Pelen         | 120    |
| 2    | Hanni Wenzel          | 100    |
| 3    | Annemarie Moser-Pröll | 83     |
| 4    | Daniela Zini          | 78     |
| 5    | Claudia Giordani      | 75     |
| 6    | Erika Hess            | 62     |
| 7    | Fabienne Serrat       | 56     |
| 8    | Regine Mösenlechner   | 44     |
| 9    | Nadejda Patrakeïeva   | 43     |
| 10   | Tamara McKinney       | 41     |

### Combiné
| Rang | Nom                       | Points |
| ---- | ------------------------- | ------ |
| 1    | Phil Mahre                | 67     |
| 2    | Andreas Wenzel            | 65     |
| 3    | Anton Steiner             | 60     |
| 4    | Peter Lüscher             | 37     |
| 5    | Francisco Fernandez-Ochoa | 27     |
| 6    | Michel Vion               | 24     |
| 7    | Valeri Tsyganov           | 22     |
| 8    | Steve Mahre               | 20     |
| 9    | Andy Mill                 | 19     |
| 10   | Bill Taylor               | 17     |

| Rang | Nom                   | Points |
| ---- | --------------------- | ------ |
| 1    | Hanni Wenzel          | 90     |
| 2    | Annemarie Moser-Pröll | 80     |
| 3    | Cindy Nelson          | 37     |
| 4    | Heidi Preuss          | 29     |
| 5    | Torill Fjeldstad      | 26     |
| 6    | Marie-Theres Nadig    | 25     |
|      | Fabienne Serrat       | 25     |
| 8    | Heidi Wiesler         | 22     |
| 9    | Irene Epple           | 21     |
|      | Jana Šoltýsová        | 21     |

## Calendrier et résultats

### Messieurs
| Date                                                   | Lieu                 | Épreuve     | Vainqueur         | Second               | Troisième           |
| ------------------------------------------------------ | -------------------- | ----------- | ----------------- | -------------------- | ------------------- |
| 7 décembre 1979                                        | Val d'Isère          | Descente    | Peter Wirnsberger | Herbert Plank        | Erik Håker          |
| 8 décembre 1979                                        | Val d'Isère          | Géant       | Ingemar Stenmark  | Bojan Križaj         | Hans Enn            |
| 8 décembre 1979                                        | Val d'Isère          | Combiné     | Phil Mahre        | Steve Mahre          | Michel Vion         |
| 11 décembre 1979                                       | Madonna              | Slalom      | Ingemar Stenmark  | Bojan Križaj         | Paul Frommelt       |
| 12 décembre 1979                                       | Madonna              | Géant       | Ingemar Stenmark  | Jacques Lüthy        | Bojan Križaj        |
| 16 décembre 1979                                       | Val Gardena          | Descente    | Peter Müller      | Erik Håker           | Werner Grissmann    |
| 16 décembre 1979                                       | Val Gardena Madonna  | Combiné     | Peter Lüscher     | Andreas Wenzel       | Anton Steiner       |
| 6 janvier 1980                                         | Pra-Loup             | Descente    | Peter Müller      | Herbert Plank        | Erik Håker          |
| 8 janvier 1980                                         | Lenggries            | Slalom      | Petar Popangelov  | Alexander Zhirov     | Ingemar Stenmark    |
| 12 janvier 1980                                        | Kitzbühel            | Descente    | Ken Read          | Harti Weirather      | Herbert Plank       |
| 12 janvier 1980                                        | Kitzbühel            | Combiné     | Andreas Wenzel    | Anton Steiner        | Phil Mahre          |
| 13 janvier 1980                                        | Kitzbühel            | Slalom      | Andreas Wenzel    | Christian Neureuther | Jacques Lüthy       |
| 18 janvier 1980                                        | Wengen               | Descente I  | Ken Read          | Josef Walcher        | Peter Wirnsberger   |
| 19 janvier 1980                                        | Wengen               | Descente II | Peter Müller      | Ken Read             | Steve Podborski     |
| 20 janvier 1980                                        | Wengen               | Slalom      | Bojan Križaj      | Ingemar Stenmark     | Paul Frommelt       |
| 21 janvier 1980                                        | Adelboden            | Géant       | Ingemar Stenmark  | Jacques Lüthy        | Joël Gaspoz         |
| 27 janvier 1980                                        | Chamonix             | Slalom      | Ingemar Stenmark  | Bojan Križaj         | Christian Orlainsky |
| Jeux Olympiques à Lake Placid du 14 au 23 février 1980 |                      |             |                   |                      |                     |
| 26 février 1980                                        | Waterville Valley    | Géant       | Hans Enn          | Andreas Wenzel       | Jarle Halsnes       |
| 27 février 1980                                        | Waterville Valley    | Slalom      | Ingemar Stenmark  | Christian Neureuther | Klaus Heidegger     |
| 1er mars 1980                                          | Mont Sainte-Anne     | Géant       | Ingemar Stenmark  | Phil Mahre           | Bohumír Zeman       |
| 4 mars 1980                                            | Lake Louise          | Descente    | Herbert Plank     | Harti Weirather      | Werner Grissmann    |
| 4 mars 1980                                            | Lake Louise Chamonix | Combiné     | Anton Steiner     | Andreas Wenzel       | Phil Mahre          |
| 8 mars 1980                                            | Oberstaufen          | Géant       | Andreas Wenzel    | Jacques Lüthy        | Ingemar Stenmark    |
| 28 février 1980                                        | Cortina d'Ampezzo    | Slalom      | Ingemar Stenmark  | Alexander Zhirov     | Christian Orlainsky |
| 1er mars 1980                                          | Cortina d'Ampezzo    | Géant       | Ingemar Stenmark  | Hans Enn             | Joël Gaspoz         |
| 7 mars 1980                                            | Saalbach             | Géant       | Ingemar Stenmark  | Joël Gaspoz          | Hans Enn            |
| 8 mars 1980                                            | Saalbach             | Slalom      | Ingemar Stenmark  | Steve Mahre          | Petar Popangelov    |

### Dames
| Date                                                   | Lieu                        | Épreuve     | Vainqueur             | Seconde               | Troisième             |
| ------------------------------------------------------ | --------------------------- | ----------- | --------------------- | --------------------- | --------------------- |
| 5 décembre 1979                                        | Val d'Isère                 | Descente    | Marie-Theres Nadig    | Cindy Nelson          | Laurie Graham         |
| 6 décembre 1979                                        | Val d'Isère                 | Géant       | Marie-Theres Nadig    | Perrine Pelen         | Erika Hess            |
| 6 décembre 1979                                        | Val d'Isère                 | Combiné     | Marie-Theres Nadig    | Hanni Wenzel          | Annemarie Moser-Pröll |
| 8 décembre 1979                                        | Limone Piemonte             | Géant       | Hanni Wenzel          | Erika Hess            | Fabienne Serrat       |
| 14 décembre 1979                                       | Piancavallo                 | Descente    | Marie-Theres Nadig    | Annemarie Moser-Pröll | Jana Šoltýsová        |
| 14 décembre 1979                                       | Piancavallo Limone Piemonte | Combiné     | Hanni Wenzel          | Annemarie Moser-Pröll | Fabienne Serrat       |
| 16 décembre 1979                                       | Piancavallo                 | Slalom      | Annemarie Moser-Pröll | Perrine Pelen         | Claudia Giordani      |
| 19 décembre 1979                                       | Zell am See                 | Descente    | Marie-Theres Nadig    | Jana Šoltýsová        | Annemarie Moser-Pröll |
| 6 janvier 1980                                         | Pfronten                    | Descente I  | Annemarie Moser-Pröll | Marie-Theres Nadig    | Hanni Wenzel          |
| 7 janvier 1980                                         | Pfronten                    | Descente II | Marie-Theres Nadig    | Cornelia Pröll        | Doris de Agostini     |
| 9 janvier 1980                                         | Berchtesgaden               | Slalom      | Perrine Pelen         | Claudia Giordani      | Daniela Zini          |
| 10 janvier 1980                                        | Berchtesgaden               | Géant       | Hanni Wenzel          | Perrine Pelen         | Claudia Giordani      |
| 15 janvier 1980                                        | Arosa                       | Descente    | Marie-Theres Nadig    | Annemarie Moser-Pröll | Hanni Wenzel          |
| 16 janvier 1980                                        | Arosa                       | Géant       | Hanni Wenzel          | Marie-Theres Nadig    | Perrine Pelen         |
| 16 janvier 1980                                        | Arosa Berchtesgaden         | Combiné     | Annemarie Moser-Pröll | Hanni Wenzel          | Ingrid Eberle         |
| 20 janvier 1980                                        | Bad Gastein                 | Descente    | Marie-Theres Nadig    | Annemarie Moser-Pröll | Hanni Wenzel          |
| 21 janvier 1980                                        | Bad Gastein                 | Slalom      | Hanni Wenzel          | Perrine Pelen         | Erika Hess            |
| 21 janvier 1980                                        | Bad Gastein                 | Combiné     | Hanni Wenzel          | Annemarie Moser-Pröll | Cindy Nelson          |
| 23 janvier 1980                                        | Maribor                     | Slalom      | Hanni Wenzel          | Perrine Pelen         | Annemarie Moser-Pröll |
| 25 janvier 1980                                        | Saint-Gervais               | Slalom      | Perrine Pelen         | Annemarie Moser-Pröll | Daniela Zini          |
| 26 janvier 1980                                        | Saint-Gervais               | Géant       | Hanni Wenzel          | Perrine Pelen         | Marie-Theres Nadig    |
| Jeux Olympiques à Lake Placid du 14 au 23 février 1980 |                             |             |                       |                       |                       |
| 28 février 1980                                        | Waterville Valley           | Géant       | Hanni Wenzel          | Maria Epple           | Irene Epple           |
| 29 février 1980                                        | Waterville Valley           | Slalom      | Perrine Pelen         | Nadejda Patrakeïeva   | Hanni Wenzel          |
| 2 mars 1980                                            | Mont Sainte-Anne            | Géant       | Marie-Theres Nadig    | Irene Epple           | Hanni Wenzel          |
| 8 mars 1980                                            | Vysoke Tatry                | Slalom      | Perrine Pelen         | Fabienne Serrat       | Tamara McKinney       |
| 9 mars 1980                                            | Vysoke Tatry                | Slalom      | Daniela Zini          | Hanni Wenzel          | Erika Hess            |
| 11 mars 1980                                           | Saalbach                    | Slalom      | Claudia Giordani      | Christa Kinshofer     | Hanni Wenzel          |
| 12 mars 1980                                           | Saalbach                    | Géant       | Irene Epple           | Perrine Pelen         | Fabienne Serrat       |

## Coupe des nations
| Rang | Nom                  | Points |
| ---- | -------------------- | ------ |
| 1    | Autriche             | 1225   |
| 2    | Suisse               | 908    |
| 3    | États-Unis           | 674    |
| 4    | Liechtenstein        | 609    |
| 5    | Italie               | 601    |
| 6    | Allemagne de l'Ouest | 574    |
| 7    | France               | 389    |
| 8    | Suède                | 270    |
| 9    | Canada               | 261    |
| 10   | Yougoslavie          | 213    |

| Rang | Nom                  | Points |
| ---- | -------------------- | ------ |
| 1    | Autriche             | 717    |
| 2    | Suisse               | 449    |
| 3    | États-Unis           | 284    |
| 4    | Italie               | 265    |
| 5    | Suède                | 255    |
| 6    | Liechtenstein        | 247    |
| 7    | Yougoslavie          | 208    |
| 8    | Canada               | 184    |
| 9    | Norvège              | 154    |
| 10   | Allemagne de l'Ouest | 149    |

| Rang | Nom                  | Points |
| ---- | -------------------- | ------ |
| 1    | Autriche             | 508    |
| 2    | Suisse               | 459    |
| 3    | Allemagne de l'Ouest | 425    |
| 4    | États-Unis           | 390    |
| 5    | France               | 364    |
| 6    | Liechtenstein        | 362    |
| 7    | Italie               | 336    |
| 8    | Tchécoslovaquie      | 116    |
| 9    | Canada               | 77     |
| 10   | URSS                 | 43     |

Classement final